# (400902) 2010 RG162
(400902) 2010 RG162 es un asteroide perteneciente al cinturón de asteroides, descubierto el 26 de septiembre de 2005 por el equipo del Spacewatch desde el Observatorio Nacional de Kitt Peak, Arizona, Estados Unidos.

## Designación y nombre
Designado provisionalmente como 2010 RG162.

## Características orbitales
2010 RG162 está situado a una distancia media del Sol de 3,037 ua, pudiendo alejarse hasta 3,355 ua y acercarse hasta 2,719 ua. Su excentricidad es 0,104 y la inclinación orbital 1,509 grados. Emplea 1933,59 días en completar una órbita alrededor del Sol.

## Características físicas
La magnitud absoluta de 2010 RG162 es 16,9.